# A scuola con l'imperatore
A scuola con l'imperatore (The Emperor's New School) è una serie animata statunitense, trasmessa in Italia dal canale Disney Channel a partire dal 15 maggio 2006. La serie, che attualmente conta due stagioni per un totale di 52 episodi (divisi a loro volta in due segmenti di 11 minuti), è basata sul film della Disney Le follie dell'imperatore.

## Trama
Nella serie Kuzco non è più un imperatore e per ridiventarlo deve riuscire a diplomarsi alla "Kuzco Academy" (costruita e finanziata da lui quando era ancora imperatore) evitando i terribili tranelli della sua acerrima nemica Yzma (travestita da direttrice dell'istituto con il nome di "Amzy") e del suo assistente Kronk, che è anche lui stesso uno studente della "Kuzco Academy". Sarà aiutato nella sua impresa dalla sua compagna di classe Malina, della quale si innamora, ricambiato, anche se nessuno dei due riesce a dichiararsi facilmente nel corso della serie.
Kuzco è ospitato dal suo amico Pacha: dato che non ha posto dove andare, il contadino gli concede di stare a casa sua come coinquilino. Alla fine Kuzco riuscirà a diplomarsi e a sbarazzarsi di Yzma una volta per tutte facendola degradare come assistente di Kronk che prenderà il suo posto come nuovo direttore della "Kuzco Academy", mentre Kuzco e Malina, dichiarati finalmente i loro rispettivi sentimenti, si metteranno assieme; alla fine Kuzco non impara soltanto ad essere un bravo imperatore dopo tante avventure, ma anche ad essere una persona più felice. 

## Episodi
| Stagione         | Episodi | Prima TV originale | Prima TV Italia |
| ---------------- | ------- | ------------------ | --------------- |
| Prima stagione   | 21      | 2006               | 2006            |
| Seconda stagione | 31      | 2007-2008          | ?               |

## Personaggi
La serie ritrova tutti i personaggi già apparsi nel classico Disney più qualche nuovo ingresso:
- Kuzco, doppiato in originale da J. P. Manoux e in italiano da Massimiliano Alto.
È il protagonista della serie. Non sembra mai prendere sul serio il fatto che per diventare imperatore deve per forza diplomarsi nella sua accademia. Nella serie il nostro personaggio principale avrà anche la sua prima cotta: Malina che nell'ultimo episodio della serie diventerà la sua fidanzata.
- Pacha, doppiato in originale da Fred Tatasciore (st. 1), John Goodman (st. 2) e in italiano da Fabrizio Pucci.
È il saggio contadino già apparso nel classico Disney come co-protagonista di Kuzco. L'amico, non avendo un posto dove andare, vive con lui.
- Malina, doppiata in originale da Jessica DiCicco e in italiano da Ilaria Latini.
È un nuovo personaggio. Lei è la ragazza di cui Kuzco è innamorato; il suo sentimento è ricambiato ma lei si vergogna ad ammetterlo. Malina è una ragazza molto intelligente e cerca comunque di aiutare Kuzco a diplomarsi per ritornare al suo trono d'imperatore per spodestare Yzma.
- Yzma/Preside Azmy, doppiata in originale da Eartha Kitt e Grey DeLisle da giovane e in italiano da Ludovica Modugno.
È una terribile strega, acerrima avversaria dei protagonisti. Travestita da preside della scuola in modo da non farsi riconoscere da Kuzco (sotto il nome di "Amzy" che è il suo nome scritto al contrario anche se Kuzco e Malina lo sanno fin dall'inizio ma fanno finta di nulla per ridersela alle sue spalle), Yzma escogita sempre nuovi piani per far bocciare il neo-imperatore e diventare lei l'unica sovrana dell'impero, però fallisce miseramente, spesso a causa della stupidità del suo aiutante Kronk, strillando furiosamente "Kuzco!" per la sua frustrazione in tutti gli episodi.
- Kronk, doppiato in originale da Patrick Warburton e in italiano da Massimo De Ambrosis.
È l'assistente di Yzma, nonché anche uno degli studenti della "Kuzco Academy". Non è cattivo ma è tonto. Non si accorge che Yzma e Amzy sono la stessa persona, sebbene Amzy sia il nome di Yzma scritto alla rovescia e la stessa Amzy ripeta a Kronk di essere Yzma. In due episodi della serie compare suo padre.
- Chicha, doppiata in originale da Wendie Malick e in italiano da Emanuela Rossi.
È la moglie di Pacha.
- Chaca, doppiata in originale da Michaela Jill Murphy e in italiano da Veronica Puccio.
È la figlia maggiore di Pacha e Chicha.
- Tibo, doppiato in originale da Shane Baumel e in italiano da Erica Necci.
È il figlio mezzano di Pacha e Chicha.
- Yupi è il figlio minore di Pacha e Chicha. Nonostante la sua giovanissima età ha una forza sovrumana.
- Professor Moleguaco, doppiato in originale da Curtis Armstrong e in italiano da Luca Dal Fabbro.
È il professore di Kuzco che però a causa della natura arrogante di Kuzco non sopporta e si augura che si diplomi il più velocemente possibile per non averlo più tra i piedi.
- Guaca, doppiato in originale da Justin Cowden e in italiano da Daniele Raffaeli.
È uno studente grassoccio della scuola, che adora e loda sempre Kuzco.

### Altri doppiatori e personaggi
- Kavo, doppiato in originale da Kevin Michael Richardson e in italiano da Bruno Conti.
- Consigliere di Kuzco, doppiato in originale da Rip Taylor e in italiano da Nicola Marcucci.
- Professor Notaempa, doppiato in originale di John DiMaggio e in italiano da Vittorio Di Prima.
- Professor Purutu, doppiato in originale da Ben Stein e in italiano da Sergio Di Stefano.
- Mrs. Mudka, doppiata in originale da Estelle Harris.
- Signorina Soldata, doppiata in originale da Candi Milo e in italiano da Paola Tedesco.
- Principessa Lallala, doppiata in originale da Teresa Ganzel e in italiano da  Perla Liberatori.
- Matta la signora del pranzo, doppiata in originale da Patti Deutsch e in italiano da Graziella Polesinanti.
- Dirk Brock, doppiato in originale da Joey Lawrence e in italiano da  Marco Baroni (dialoghi) e Nicola Gargaglia (canto).